# جيانماركو بوزيكو
جيانماركو بوزيكو (بالإيطالية: Gianmarco Pozzecco)‏ مواليد 15 سبتمبر 1972 في غوريتسيا، هو لاعب كرة سلة إيطالي سابق بدأ مسيرته الاحترافية في سنة 1991. مثّل منتخب بلاده. شارك في مسابقة كرة السلة في الألعاب الأولمبية الصيفية. اعتزل اللعب في 2010.

## فرق لعب لها
- بالاكانسترو فاريزي
- باسكت سرقسطة 2002
- خيمكي
- أورلاندينا باسكيت

## الميداليات
| الميدالية | المسابقة                       |
| --------- | ------------------------------ |
| فضية      | الألعاب الأولمبية الصيفية 2004 |

## روابط خارجية
- جيانماركو بوزيكو على موقع الاتحاد الدولي لكرة السلة (الإنجليزية)
- جيانماركو بوزيكو على موقع كرة السلة الأوروبية.كوم (الإنجليزية)
- جيانماركو بوزيكو على موقع ريلجم (الإنجليزية)
- جيانماركو بوزيكو على موقع بروبوليرز (الإنجليزية)
- جيانماركو بوزيكو على موقع سبورتس رفرنس (الإنجليزية)
- جيانماركو بوزيكو على موقع أوليمبيديا (الإنجليزية)
- جيانماركو بوزيكو على موقع اللجنة الأولمبية الإيطالية (الإيطالية)